# 萊昂西奧普拉多區 (瓦烏拉省)
11°03′35″S 76°55′47″W / 11.0598°S 76.9297°W
萊昂西奧普拉多區（西班牙語：Distrito de Leoncio Prado），是秘魯的一個區，位於該國中南部利馬大區的瓦烏拉省，始建於1953年1月30日，面積300.1平方公里，海拔高度3,278米，2005年人口2,156，人口密度每平方公里7.2人。